# Eleccions al Consell General d'Aran de 2003
Les eleccions per a renovar el Consell General d'Aran, format per 13 consellers generals, que elegeixen al Síndic d'Aran, se celebraren el 25 de maig de 2003, coincidint amb les eleccions municipals.

## Candidats
A continuació s'enumeren els candidats a la presidència del Consell General d'Aran, segons els resultats obtinguts:
- Convergència Democràtica Aranesa (CDA): Carles Barrera Sánchez
- Unitat d'Aran-Partit dels Socialistes de Catalunya (UA-PSC): Francés Boya Alòs

- Partit Renovador d'Arties-Garòs (PRAG): José Antonio Bruna Vilanova

## Resultats
| Eleccions al Consell General d'Aran, 25 de maig de 2003 |                                                 |                     |                 |                    |                     |                          |                       |
|                                                         |                                                 |                     |                 |                    |                     |                          |                       |
| Llista electoral                                        | Llista electoral                                | Cap de llista       | Vots            | Vots               | Consellers          | Consellers               | Consellers            |
| Llista electoral                                        | Llista electoral                                | Cap de llista       | Vots (sufragis) | Vots (percentatge) | Consellers (escons) | Consellers (percentatge) | Diferència consellers |
|                                                         | Convergència Democràtica Aranesa (CDA-PNA)      | Carlos Barrera      | 2.182           | 45,06              | 7                   | 53,85                    | 2                     |
|                                                         | Unitat d'Aran-Progrés Municipal-PSC (UA-PM-PSC) | Francés Boya        | 1.895           | 39,14              | 5                   | 38,46                    | 3                     |
|                                                         | Partit Popular (PP)                             |                     | 192             | 3,97               | 0                   | 0                        | =                     |
|                                                         | Unió Democràtica Aranesa (UDA)                  |                     | 175             | 3,61               | 0                   | 0                        | 1                     |
|                                                         | Partit Renovador Arties-Garòs (PRAG)            | José Antonio Bruna  | 155             | 3,20               | 1                   | 7,69                     | =                     |
|                                                         | Agrupació d'Electors Amassadi per Aran (AxA)    | Amparo Serrano      | 143             | 2,95               | 0                   | 0                        | =                     |
| Cens electoral                                          | Cens electoral                                  | Cens electoral      | 6.619           | 100%               |                     |                          |                       |
| Participació                                            | Participació                                    | Participació        | 4.880           | 73,73%             |                     |                          |                       |
| Vots vàlids                                             | Vots vàlids                                     | Vots vàlids         | 4.842           | 99,22%             |                     |                          |                       |
| Vots a candidatures                                     | Vots a candidatures                             | Vots a candidatures | 4.742           | 97,17%             |                     |                          |                       |
| Vots en blanc                                           | Vots en blanc                                   | Vots en blanc       | 100             | 2,05%              |                     |                          |                       |
| Vots nuls                                               | Vots nuls                                       | Vots nuls           | 38              | 0,78%              |                     |                          |                       |
| Abstenció                                               | Abstenció                                       | Abstenció           | 1.739           | 26,27%             |                     |                          |                       |

### Resultats per terçó
| Terçó            |   |   |   |   | PRAG | AxA | Total consellers |
| ---------------- | - | - | - | - | ---- | --- | ---------------- |
| Arties e Garòs   | 1 |   |   |   | 1    |     | 2                |
| Castièro         | 2 | 2 | 0 | 0 |      | 0   | 4                |
| Lairissa         | 1 | 0 | 0 |   |      |     | 1                |
| Marcatosa        | 1 | 0 |   |   |      | 0   | 1                |
| Pujòlo           | 1 | 1 |   |   |      |     | 2                |
| Quate Lòcs       | 1 | 2 | 0 |   |      |     | 3                |
| Total consellers | 7 | 5 | 0 | 0 | 1    | 0   | 13               |

| Terçó                 |       |       |      |      | PRAG  | AxA  |
| --------------------- | ----- | ----- | ---- | ---- | ----- | ---- |
| Arties e Garòs        | 55,70 |       |      |      | 40,16 |      |
| Castièro              | 39,36 | 37,46 | 6,75 | 8,50 |       | 6,37 |
| Lairissa              | 59,53 | 38,46 | 1,34 |      |       |      |
| Marcatosa             | 48,49 | 42,81 |      |      |       | 4,01 |
| Pujòlo                | 56,81 | 40,32 |      |      |       |      |
| Quate Lòcs            | 41,63 | 52,82 | 3,95 |      |       |      |
| Total percentatge vot | 45,06 | 39,14 | 3,97 | 3,61 | 3,20  | 2,95 |